# BG Bachgasse Mödling
Das Bundesgymnasium Mödling Untere Bachgasse ist eine AHS in der niederösterreichischen Stadt Mödling. Der Lehrkörper umfasste (Stand 2022) 95 Lehrkräfte und wurde von insgesamt 980 Schülern besucht.

## Geschichte

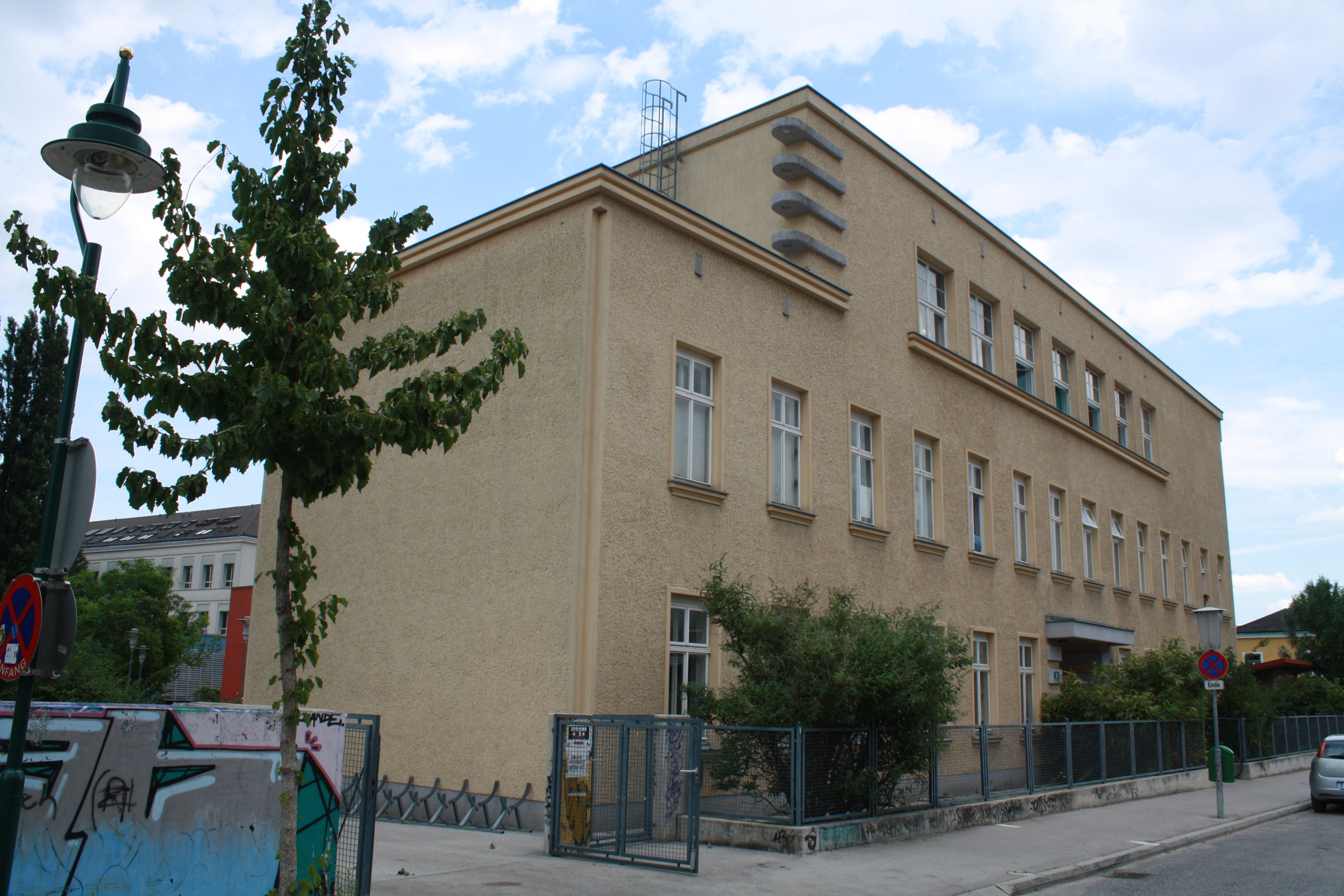
Ehemaliges Mädchenlyzeum in der Eisentorgasse

1899 wurde eine Fortbildungsschule für höhere Töchter in der Mödlinger Kaiserin Elisabeth-Straße gegründet, die ab 1901 als privates Mädchenlyzeum geführt wurde. Damit gilt 1901 als das Gründungsjahr des BG Bachgasse. 1904 erhielt das Lyzeum das Öffentlichkeitsrecht. Nach den Plänen des Architekten und Otto-Wagner-Schülers Sepp Hubatsch wurde in der Eisentorgasse 5 ein neues Schulgebäude im Jugendstil errichtet. Das Gebäude wurde in den folgenden Jahren erweitert und aufgestockt. Im Schuljahr 1934/1935 wurde zusätzlich zum bereits bestehenden Gymnasium der Schulzweig des Realgymnasiums eingeführt. Die Schule galt in den 1970er-Jahren als die größte Mädchen-Mittelschule Niederösterreichs. Mit dem Beginn des Schuljahres 1978/1979 wurde ein Umzug in ein neu errichtetes Gebäude in der Unteren Bachgasse 8, ganz in der Nähe des Bahnhofs Mödling, vollzogen. In den frühen 1980er Jahren besuchten auch zum ersten Mal männliche Schüler die Schule. Da eine große Schulküche vorhanden war, wurde die Schule um den Schulzweig des wirtschaftskundlichen Realgymnasiums erweitert.
In den Schuljahren 1990/1991 sowie 1991/1992 wurden zwei weitere wählbare Schulzweige als Schulversuche eingeführt (siehe Schultypen): Das sogenannte Sprachgymnasium und das wirtschaftskundliche Realgymnasium mit biologisch-/chemischem Schwerpunkt („Bio-Wiku“). Am Beginn des Schuljahres 2004/2005 wurde nach einer vorangegangenen Umfrage unter Schülern, Lehrern und Eltern die Schulwoche von sechs auf fünf Tage (Montag bis Freitag) verkürzt.

## Fächer
- Sprachen: Deutsch, Englisch, Spanisch, Französisch, Latein.
- Formalwissen: Mathematik, Informatik
- Naturwissenschaften: Biologie, Physik, Chemie, BioChemischesPraktikum (BCP), Geographie und Haushaltsökonomie (HOE)
- Geisteswissenschaften: Geschichte, Psychologie (P.u.P), Ethik und Religion
- Kunst: BE, Werken, VDG, Musik, BuS

## Bildungsangebote
- Sprachengymnasium (Schulversuch): Der Stundenplan dieses Schulversuches gleicht dem des Gymnasiums, abgesehen davon, dass in der 7. Schulstufe statt Latein verpflichtend Französisch unterrichtet wird. Zudem muss in der 9. Schulstufe eine weitere Fremdsprache gewählt werden.
- Wirtschaftskundliches Realgymnasium mit ökologischem Schwerpunkt (Schulversuch): Diese Sonderform des wirtschaftskundlichen Realgymnasiums kann in der 9. Schulstufe gewählt werden. Dieser Schulversuch bringt eine Konzentration auf die Naturwissenschaften und die Ökologie mit sich, inklusive praktischer Übungen zu Biologie und Chemie an Nachmittagen (diese können im Rahmen eines Unterrichtsversuches auch bereits in der dritten und vierten Klasse gewählt werden). Des Weiteren ist die Anzahl der Wochenstunden der naturwissenschaftlichen Fächern höher und das Fach Chemie wird bereits ein Jahr früher als in gewöhnlichen Realgymnasien gelehrt.
- Wirtschaftskundliches Realgymnasium mit geographischem und graphischem Schwerpunkt: Diese Sonderform des WIKU (WIrtschaftsKUndliches Realgymnasium) kann in der 9. Schulstufe gewählt werden. In diesem Zweig stehen die Informatik und die Geographie im Vordergrund.

In der 10., 11. und 12. Schulstufe muss eine gewisse Anzahl von Wahlpflichtfächern, abhängig vom gewählten Schultyp, zu den üblichen Pflichtfächern hinzugewählt werden. Es werden insgesamt 22 Kurse angeboten, die unter anderem auch Vorbereitungskurse für das Cambridge Certificate beinhalten. Diese Gegenstände werden benotet; aufgrund der Benotung „Nicht genügend“ in einem der Fächer muss das Jahr wiederholt werden.
Freigegenstände können unabhängig von der momentan besuchten Schulstufe gewählt werden und umfassen hauptsächlich Talentförderungen. Bei einer als „Nicht genügend“ eingestuften Benotung erfolgt hier keine Wiederholung des Jahres.
Zusätzlich zum regulären Unterricht werden in den Nachmittagseinheiten nicht benotete unverbindliche Übungen abgehalten. Angeboten werden unter anderem diverse Sportarten, Musikunterricht sowie Einführungen in die Grundlagen der Informatik. Im Rahmen der Bachgassenakademie werden von qualifizierten Kursleitern oder Lehrern aus dem Standardlehrplan Kurse zusammengestellt.

## Schulleitung
- 2002–2021 Reinhard Gogola[3]
- seit 2021 Birgit Gruber-Pernitsch[4]